# Paridotea simplex
Paridotea simplex là một loài chân đều trong họ Idoteidae. Loài này được Poore & Lew Ton miêu tả khoa học năm 1993.